# Курт Піхлер
Курт Піхлер (нім. Kurt Pichler, 6 квітня 1897, Берлін — 9 січня 1947, Базель) — швейцарський футболіст, що грав на позиції півзахисника. Відомий виступами за «Серветт», а також національну збірну Швейцарії.

## Клубна кар'єра
Виступав у складі клубу «Серветт» з міста Женева. В той час чемпіонат Швейцарії проводився за таким регламентом: команди були поділені на три групи за географічним принципом — Захід, Центр і Схід, а у фінальному турнірі грали лише переможці цих груп. «Серветт» був лідером Західного дивізіону (також його називали франкомовним) і дев'ять розіграшів поспіль в 1918—1926 роках вигравав його. Піхлер причетний до п'яти з цих розіграшів, бо почав виступати за команду, починаючи з сезону 1921/22. В розіграші чемпіонату того сезону клуб зумів виграти титул, обігравши у фінальному турнірі «Блю Старз» (1:0) і «Люцерн» (2:0). В 1923 році «Серветт» посів третє місце у фінальному турнірі, але той розіграш пізніше був оголошений нерозіграним, бо його переможець «Берн» використовував незаявленого гравця ще на груповому турнірі. В 1924 році клуб з Женеви з однаковим рахунком 0:1 поступився «Нордштерну» і «Цюриху».

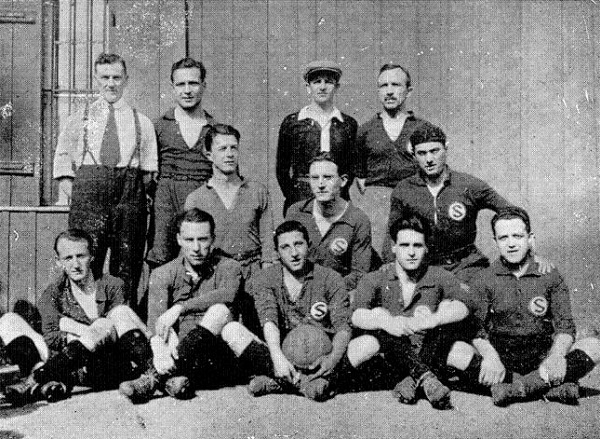
Чемпіонська команда «Серветта» 1922 року. Зліва направо. Верхній ряд: тренер Дакворт, Був'є, Деззібур, Фельман; середній ряд: Ріхард, Піхлер, Пер'є; нижній ряд: Жаннен, Паш, Менготті, Берр'єре, Бедуре.

Два наступні фінальні турніри чемпіонату Швейцарії «Серветт» виграв. У 1925 році команда зіграла в першому матчі 0:0 з «Янг Фелловз», а у вирішальній грі перемогла з рахунком 1:0 «Берн» завдяки голу Раймона Пасселло. В 1926 році «Серветт» переміг з рахунком 5:2 «Янг Бойз», а в другому матчі зіграв унічию 2:2 з «Грассгоппером». Обидві команди набрали однакову кількість очок, тому був призначений додатковий матч, незважаючи на перевагу команди з Женеви за різницею м'ячів. В переграванні «Грассгоппер» вів у рахунку в два голи після першого тайму, але наприкінці поєдинку «Серветт» зумів здобути вольову перемогу з рахунком 3:2 завдяки голу Пасселло (75 хв.) і двом голам Баї (80 і 84 хв.).
В 1927 році «Серветт» вперше з 1918 року не зумів виграти Західну лігу, поступившись одним очком «Білю». В наступному році клуб знову був другим у своїй лізі, суттєво поступившись за очками «Етуалю». Але того ж 1928 року «Серветту» вдалось вперше виграти Кубок Швейцарії. У фіналі команда перемогла «Грассгоппер» з рахунком 5:1.
В 1929 році «Серветт» став лише четвертим у Західній лізі, а в 1930 році — другим. Але на той момент фінальний турнір чемпіонату Швейцарії було розширено до шести учасників, по двоє найкращих з кожної групи. Клуб з Женеви виграв усі свої матчі фінального турніру і став чемпіоном Швейцарії після трирічної перерви.
Влітку 1930 року на честь відкриття стадіону «Стад-де-Шарміль» «Серветт» став організатором Кубка Націй, престижного футбольного міжнародного змагання. Запрошення отримали 12 провідних футбольних федерацій Європи того часу. Відмовились Англія і Португалія, а інші десять країн делегували своїх представників, причому, діючих чемпіонів або володарів національних кубків. Винятком стала лише Іспанія, яку представляв «Реал Уніон», що став шостим у чемпіонаті, але цей клуб був підсилений кількома гравцями з інших іспанських команд. У підсумку «Серветт» посів четверте місце. Піхлер зіграв лише одному матчі турніру проти австрійської «Вієнни», що завершився розгромною поразкою з рахунком 0:7. 
У 1931 році швейцарська Серія А перетворилась на Національну лігу А, футбол став професійним. Цей рік став останнім для Піхлера в складі «Серветта».

## Виступи за збірну
В складі національної збірної Швейцарії грав з 1923 по 1928 рік. Провів у її формі загалом 5 матчів. Був учасником футбольного турніру на Олімпійських іграх 1928 року у Амстердамі, де його збірна в першому ж матчі 1/8 фіналу поступилась Німеччині (0:4). Залишився запасним у цьому матчі.

## Титули і досягнення
- Чемпіон Швейцарії (4):

«Серветт»: 1921-1922, 1924-1925, 1925-1926, 1929-1930
- Володар Кубка Швейцарії (1):

«Серветт»: 1927-1928